# 阿列克谢·阿尔布佐夫
阿列克谢·尼古拉耶维奇·阿尔布佐夫（俄语：Алексе́й Никола́евич Арбу́зов，1908年5月13日（26日）—1986年4月20日），是苏联的剧作家。

## 作品
- 《六个可爱的人》（1935年）
- 《漫长的道路》（1935年）
- 《塔尼娅》(1938年)
- 《朝霞中的城市》(1941年)
- 《漂泊的岁月》(1954年)
- 《伊尔库茨克的故事》(1959年)
- 《我可怜的马拉特》(1965年)
- 《老式喜剧》(1975年)
- 《期待》(1976年)
- 《残酷的游戏》(1978年)
- 《女强人》(1984年)
- 《残酷的游戏》（1980年）